# Bowerbankia maxima
Bowerbankia maxima är en mossdjursart som beskrevs av Winston 1982. Bowerbankia maxima ingår i släktet Bowerbankia och familjen Vesiculariidae. Inga underarter finns listade i Catalogue of Life.